# 大野橋 (岐阜県)
座標: 北緯35度29分11.1秒 東経136度39分30.3秒 / 北緯35.486417度 東経136.658417度

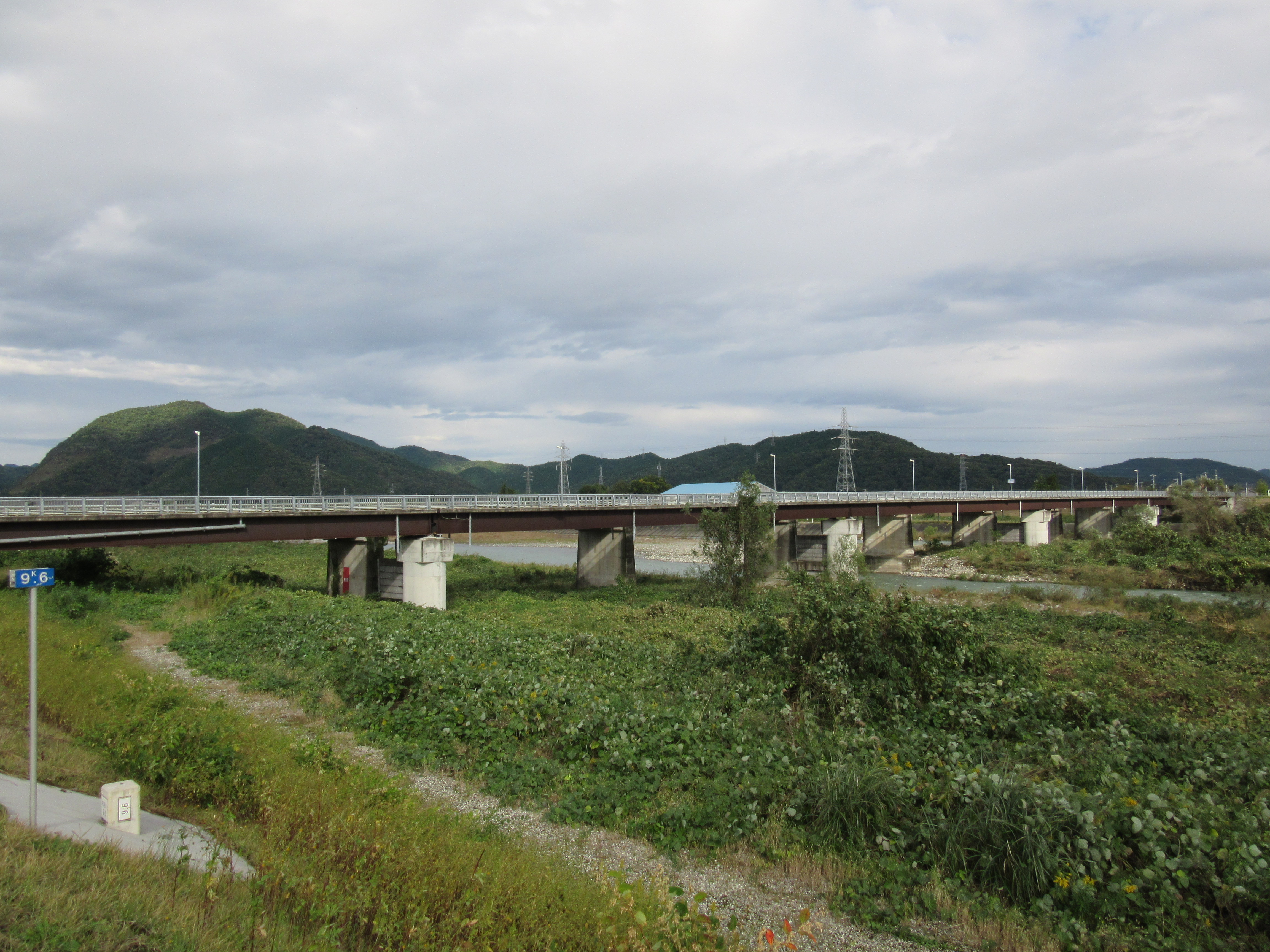
大野橋（根尾川）

大野橋（おおのばし）は、岐阜県本巣市と岐阜県揖斐郡大野町との間の、根尾川にかかる岐阜県道78号岐阜大野線の橋である。

## 概要
- 供用開始：1960年（昭和35年）
- 延長：244.9m
- 幅員：6m （車道のみ）
- 所在地：岐阜県本巣市石神 - 岐阜県揖斐郡大野町稲富

## 歴史
- 1960年（昭和35年）：開通。
- 2004年（平成16年）：隣接して大野橋側道橋（橋長250.8m、幅員3.0m）が架橋される。
- 2008年（平成20年）：老朽化のため、改修工事を行なう。

## その他
- 毎年1月に「大野橋駅伝競走大会」が行なわれる。これは、本巣市と大野町の交流を深めることや、スポーツを通じて、健康増進と体力の向上を図ることを目的としたもので、大野橋を経由することから、大野橋の名が用いられている。

## 隣の橋
（下流） 鷺田橋 - 【揖斐川合流点】 - 下座倉大橋 - 根尾川大橋 - 真大橋 - 薮川橋  - 大野橋 - 万代橋 - 谷汲山大橋 - 第一根尾川橋梁（樽見鉄道） （上流）